# 上東郡
上東郡（じょうとうぐん・じょうとうのこおり）は備前国にかつて存在した郡である。郡域は全て現在の岡山市に含まれている。

## 概要
上道郡東部を割譲して設置された。設置時期は不詳であるが、備前国内神名帳に上東郡の記載があり、このころにはすでに上東郡は割譲されていた。
江戸時代に池田藩が所蔵していた江戸時代前期1638年（寛永15年）作成の『備前国九郡地図（寛永古図）』には、上東郡が記載されている。明治期には上東郡はすでに存在していなかったので、江戸時代前期～明治維新までの間に再び上道郡に編入された。詳細時期は不明である。
昔は吉井川河口は今よりも川上にあり、川筋も今とはだいぶ違っていた。現在は吉井川東岸で旧邑久郡だった瀬戸内市福岡地区付近は、昔は吉井川の西岸で、上東郡とに属しており、このあたりが吉井川の河口だったともいわれる。
備前国府は時代によって変遷しているが、備前国の国府が郡内にあったときがあるとする説もあり、岡山市東区平島・沼・寺山・瀬戸内市福岡付近にあったといわれる。この地域は上道郡・磐梨郡・赤坂郡・邑久郡・上東郡の境界線が集まっている地域である。
江戸時代前期から始まった大干拓により現在の西大寺地域南部の新田が作られ、郡域が広がった。
郡衙推定地は不明である。

## 郡域
現在の岡山市東区の上道地域地区、西大寺地区の吉井川以西、瀬戸内市福岡周辺など。福岡周辺は洪水により吉井川の川筋が西寄りになったために河東となり、邑久郡に移管された。